# Anagallis rubricaulis
Anagallis rubricaulis là một loài thực vật có hoa trong họ Anh thảo. Loài này được Bojer ex Duby mô tả khoa học đầu tiên năm 1844.